# Prva hrvatska vaterpolo liga 2013-2014
La Prva Liga 2013-2014 è la 23ª edizione della massima serie del campionato croato maschile di pallanuoto. Ha avuto inizio con la stagione regolare il 28 settembre 2013 e si è conclusa con gara 3 della finale scudetto il 14 aprile 2014.
La stagione regolare coincide con la stagione regolare della Lega Adriatica 2013-2014, alla quale partecipano tutte le otto squadre croate di massima divisione, più tre montenegrine e una slovena. Le prime quattro squadre croate della Lega Adriatica si qualificano alle semifinali playoff del campionato croato che si svolgono al meglio delle tre partite, mentre la finale si svolge al meglio dei cinque incontri.

## Squadre partecipanti
| Club           | Città    | Piscina                | Stagione 2012-2013      |
| -------------- | -------- | ---------------------- | ----------------------- |
| Jadran Spalato | Spalato  | Piscina Jadran         | 6º posto                |
| Jug Dubrovnik  | Ragusa   | Piscina Gruž           | 1º posto, Vincitore     |
| Medveščak      | Zagabria | ŠRC Šalat              | 7º posto                |
| Mladost        | Zagabria | Mladost Sports Complex | 3º posto, Semifinalista |
| Mornar         | Spalato  | Piscina Poljud         | 4º posto, Semifinalista |
| POŠK           | Spalato  | Piscina POŠK           | 5º posto                |
| Primorje       | Fiume    | Piscina di Cantrida    | 2º posto, Finalista     |
| Solaris        | Sebenico | Piscina Crnic          | 8º posto                |

## Playoff

### Tabellone per il titolo
|  | Semifinali | Semifinali    | Semifinali    | Semifinali | Semifinali |  |  | Finale          | Finale        | Finale        | Finale        | Finale        | Finale | Finale |  |
|  |            |               |               |            |            |  |  |                 |               |               |               |               |        |        |  |
|  | 1          | Primorje      | Primorje      | 13         | 15         |  |  |                 |               |               |               |               |        |        |  |
|  | 4          | Mornar        | Mornar        | 3          | 9          |  |  | Primorje        | Primorje      | Primorje      | Primorje      | 13            | 11     | 13     |  |
|  | 2          | Jug Dubrovnik | Jug Dubrovnik | 10         | 6          |  |  | Mladost         | Mladost       | Mladost       | Mladost       | 7             | 5      | 7      |  |
|  | 3          | Mladost       | Mladost       | 11         | 7          |  |  |                 |               |               |               |               |        |        |  |
|  |            |               |               |            |            |  |  |                 |               |               |               |               |        |        |  |
|  |            |               |               |            |            |  |  | Finale 3º posto |               |               |               |               |        |        |  |
|  |            |               |               |            |            |  |  |                 |               |               |               |               |        |        |  |
|  |            |               |               |            |            |  |  | Mornar          | Mornar        | Mornar        | Mornar        | Mornar        | 6      | 6      |  |
|  |            |               |               |            |            |  |  | Jug Dubrovnik   | Jug Dubrovnik | Jug Dubrovnik | Jug Dubrovnik | Jug Dubrovnik | 13     | 13     |  |

### Tabellone per il 5º posto
|  | Semifinali | Semifinali     | Semifinali     | Semifinali | Semifinali |  |  | Finale 5º posto | Finale 5º posto | Finale 5º posto | Finale 5º posto | Finale 5º posto |  |
|  |            |                |                |            |            |  |  |                 |                 |                 |                 |                 |  |
|  | 5          | POŠK           | POŠK           | 15         | 15         |  |  |                 |                 |                 |                 |                 |  |
|  | 8          | Solaris        | Solaris        | 8          | 5          |  |  | POŠK            | POŠK            | POŠK            | 15              | 14              |  |
|  | 6          | Jadran Spalato | Jadran Spalato | 7          | 4          |  |  | Medveščak       | Medveščak       | Medveščak       | 10              | 10              |  |
|  | 7          | Medveščak      | Medveščak      | 9          | 6          |  |  |                 |                 |                 |                 |                 |  |
|  |            |                |                |            |            |  |  |                 |                 |                 |                 |                 |  |
|  |            |                |                |            |            |  |  | Finale 7º posto |                 |                 |                 |                 |  |
|  |            |                |                |            |            |  |  |                 |                 |                 |                 |                 |  |
|  |            |                |                |            |            |  |  | Solaris         | Solaris         | Solaris         | 5               | 6               |  |
|  |            |                |                |            |            |  |  | Jadran Spalato  | Jadran Spalato  | Jadran Spalato  | 14              | 11              |  |

### Finale scudetto
| Arbitri: | Gomez Savarese |

|                                                                                           |           |                                                            |
| García: 3 Radu, Dé. Varga: 2 Buljubašić, Krapić, Obradović, Petrović, Sukno, Dá. Varga: 1 | Marcatori | 2: K. Milaković 1: Bukić, Dašić, Gagulić, Lončar, Martinić |

| Arbitri: | Caputi Severo |

|                             |           |                                                                      |
| K. Milaković: 3 Martinić: 2 | Marcatori | 3: Dé. Varga 2: Obradović, Radu 1: Buljubašić, García, Muslim, Šetka |

| Arbitri: | Bianchi Riccitelli |

|                                                                        |           |                                             |
| García, Dá. Varga: 3 Muslim, Radu: 2 Obradović, Petrović, Dé. Varga: 1 | Marcatori | 4: D. Živković 1: Dašić, Gagulić, Vukičević |